# جوش رايت (لاعب كرة قدم)
جوش رايت (بالإنجليزية: Josh Wright)‏ هو لاعب كرة قدم بريطاني في مركز الوسط، ولد في 18 سبتمبر 1988 في هارتلبول في المملكة المتحدة. لعب مع نادي بارنسلي.